# Phillips (udde)
Phillips är en udde i Antarktis. Den ligger i Östantarktis. Nya Zeeland gör anspråk på området.
Terrängen inåt land är varierad. Havet är nära Phillips åt sydost. Trakten är obefolkad. Det finns inga samhällen i närheten.